# ابن ایاس
زین‌الدین محمد حنفی شهرت‌یافته به ابن اِیاس (۱۴۸۸-۱۵۲۴) تاریخ‌نگار مصری دورهٔ مملوکی بود که به شعر عربی نیز روی آورد.

## زندگی
زادهٔ ۱۸ ژوئن ۱۴۴۸/ ۶ ربیع‌الثانی ۸۵۲ق در قاهره بود. نسبش «ابوالبرکات زین الدین محمد بن احمد بن ایاس حنفی» ذکر شده است. نزد جلال‌الدین سیوطی و عبدالباسط بن خلیل حنفی فقه خواند. در ۱۴۷۸م ۸۸۲ق به حج رفت. سپس، عزلت‌گزین شد و از دربارها دوری می‌کرد. ابن ایاس در ۱۵۲۴/ ۹۳۰ق در قاهره درگذشت.

## آثار
- بدائع الزهور فی وقائع الدهور: (به‌معنای: گل‌های آشکار در رویدادهای روزگار) مهم‌ترین اثر او که بیشترین ویژگی‌های تاریخ‌نویسی‌اش در آن آشکار است. نسخهٔ به‌جاماندهٔ آن، بخش‌های نخستینش گمشده و گویا رویدادهای تازه‌تر نیز به آن افزوده شده است.
- عجاب السلوک: کوتاه‌شدهٔ بدائع الزهور است.
- عقود الجُمان فی وقائع الأزمان: تاریخ کوتاه مصر
- مرج الزهور فی وقائع الدهور: تاریخ کوتاه جامع از باستان تا روزگار انوشیروان که از دید تاریخ‌نویسی نوین، ستوده نمی‌شود و بیشتر پژوهشگران این اثر را منسوب به ابن ایاس می‌دانند.
- نشق الأزهار فی عجائب الاقطار: کتابی دربارهٔ اخترشناسی و پدیده‌های نجومی، به‌ویژه آن بخش از این علم که به مصر پیوسته است.
- نزهة الأمم فی العجائب والحِکَم: در شگفتی‌های حکم‌ها در تاریخ جهان است.
- منتظم بدءِ الدنیا و تاریخ الأمم: تاریخ عام تا روزگاران مکتفی بالله.